# 大叶角蕨
大叶角蕨（学名：Cornopteris major）为蹄盖蕨科角蕨属下的一个种。

## 扩展阅读
- 維基物種上的相關：大叶角蕨